# Spilosoma pauliani
Spilosoma pauliani är en fjärilsart som beskrevs av De Toulgoët 1956. Spilosoma pauliani ingår i släktet Spilosoma och familjen björnspinnare. Inga underarter finns listade i Catalogue of Life.